# 白求恩
亨利·诺曼·白求恩（1890年3月4日—1939年11月12日），加拿大胸外科医生、发明家与人道主义者。白求恩毕业于多伦多大学医学院，曾是蒙特利尔皇家维多利亚医院的医生与蒙特利尔圣心医院的主任医师，并担任过英国皇家外科学会会员、加拿大卫生部门顾问与美国胸外科学会理事。1935年，白求恩前去苏联考察，后加入加拿大共产党。1936年-1937年，白求恩加入国际纵队，为西班牙共和军提供医疗支援。1938年，白求恩率领“加美援华医疗队”到达中国，为八路军提供医疗支援，并为中共培养了一批医疗人才。1939年秋，因在手术中割伤手指，白求恩不慎患上败血症，并于同年11月12日病逝，终年49岁。白求恩逝世后，毛泽东撰写《纪念白求恩》一文，令其在中国大陆成为家喻户晓的“国际共产主义战士”，“中加两国人民友谊的象征”。

## 生平

### 家世背景
白求恩出身于一个著名的加拿大苏格兰裔家庭，其起源可追溯至近世苏格兰的比顿医学世家。他的高祖父约翰·白求恩牧师是加拿大长老会的创始人之一，曾在蒙特利尔建立全加拿大最早的长老会教堂。
第39任温哥华市长罗品信是白求恩的远房亲戚，祖父老诺曼·白求恩是多伦多大学三一医学院的创始人之一，是闻名加拿大救死扶伤的名医。白求恩父亲马尔科姆·白求恩是加拿大安大略省基督教长老会的牧师。根据加拿大总督伍冰枝的著作记载，白求恩的父亲马尔科姆·白求恩受当时美国著名基督教布道家和学者德怀特·莱曼·穆迪很大的影响。

### 成为医生和共产党员
白求恩1916年从加拿大多伦多大学医学院毕业，获得医学博士学位。1916年加入加拿大皇家海军成为一名中尉军医，参加第一次世界大战，往返于欧洲、加拿大之间。一战后，白求恩在底特律行医。1923年到苏格兰爱丁堡参加英国外科医学会会员考试时结识了当地的一个富裕家庭出身时年22岁的弗兰西丝·坎贝尔·彭尼，二人相恋，于1924年结婚，婚后定居底特律。1926年白求恩患肺结核，為防止传染给妻子，独自前往纽约州的特鲁多疗养院治疗，妻子回到了爱丁堡，一年后法院判决离婚。作為胸外科医生，白求恩在自己身上做了当时试验性的“人工气胸疗法”，并由此发明了一系列的胸外科手术器械，如“白求恩肋骨剪”。在他康复之后给弗兰西丝去信，二人于1928年在蒙特利尔复婚。白求恩在蒙特利尔皇家维多利亚医院担任胸外科医生。1931年1月，白求恩在《加拿大医生》杂志发表一篇文章《从医疗事业中清除私利》：“穷人有穷人的肺结核，富人有富人的肺结核。穷人得了它就会死去，而富人却能活下来。”“让我们把盈利、私人经济利益从医疗事业中清除出去，使我们的职业因清除了贪得无厌的个人主义而变得纯洁起来。让我们把建筑在同胞们苦难之上的致富之道，看作是一种耻辱。”1933年白求恩成为卡特威尔市圣心医院胸肺外科主任并当选美国胸肺外科学会理事。然而由于白求恩过于专注工作，两人于1933年再次离婚。但二人仍然保持着通信联系。
白求恩是全民免费医保的早期拥护者，他于1935年访问并出席了在苏联莫斯科召开的国际生理学大会，亲眼目睹了那里的全民免费医疗体系的优点，回国后大力推动全民医疗体系。
白求恩于1935年10月加入了加拿大共产党。1936年春天，他发起成立了蒙特利尔保卫人民健康促进会，自任会长，汇集起一批医生、护士以及社会工作者。在他的领导下，会员们定期开会审查其他国家的卫生体系，以提出一项旨在解决魁北克和加拿大医疗体系内实际问题的改革建议。经过大约六个月的研究和讨论，该协会制定了改善现有医疗体系的四点建议，内容包括市政府给贫困民众提供廉价药品、推行强制性医疗保险和自愿性医疗保险、为失业者提供廉价的医疗服务等，并在1936年夏天进行的魁省大选中提交给政府、反对党和医疗体系的工作人员，然而这个建议遭遇到公众的漠视和来自医疗部门的敌意，让白求恩感到很失望。

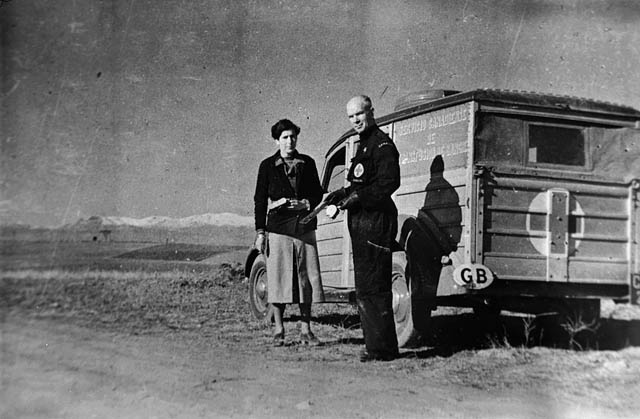
白求恩大夫在西班牙内战中

### 援助西班牙
1936年10月29日至1937年5月白求恩率领一支加拿大医疗队到西班牙作为支持国际反法西斯志愿者投身西班牙内战。在此期间他创办了一个移动的伤员急救系统，成了日后被广泛采用的移动军事外科医院的雏形。为了输血以抢救失血过多的伤员，白求恩发明了世界上第一种运输血液的方法。

### 援助中共

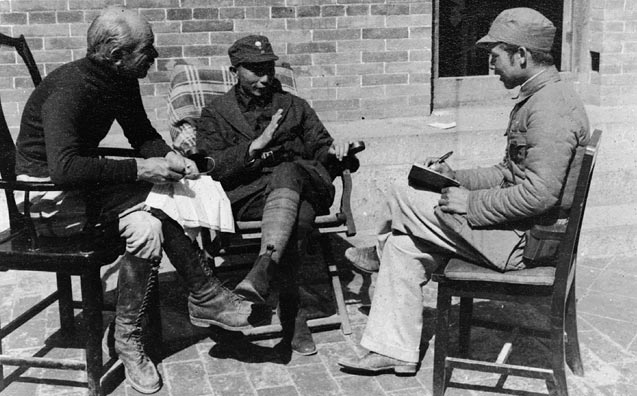
1938年，白求恩大夫（左）和聂荣臻司令（中）

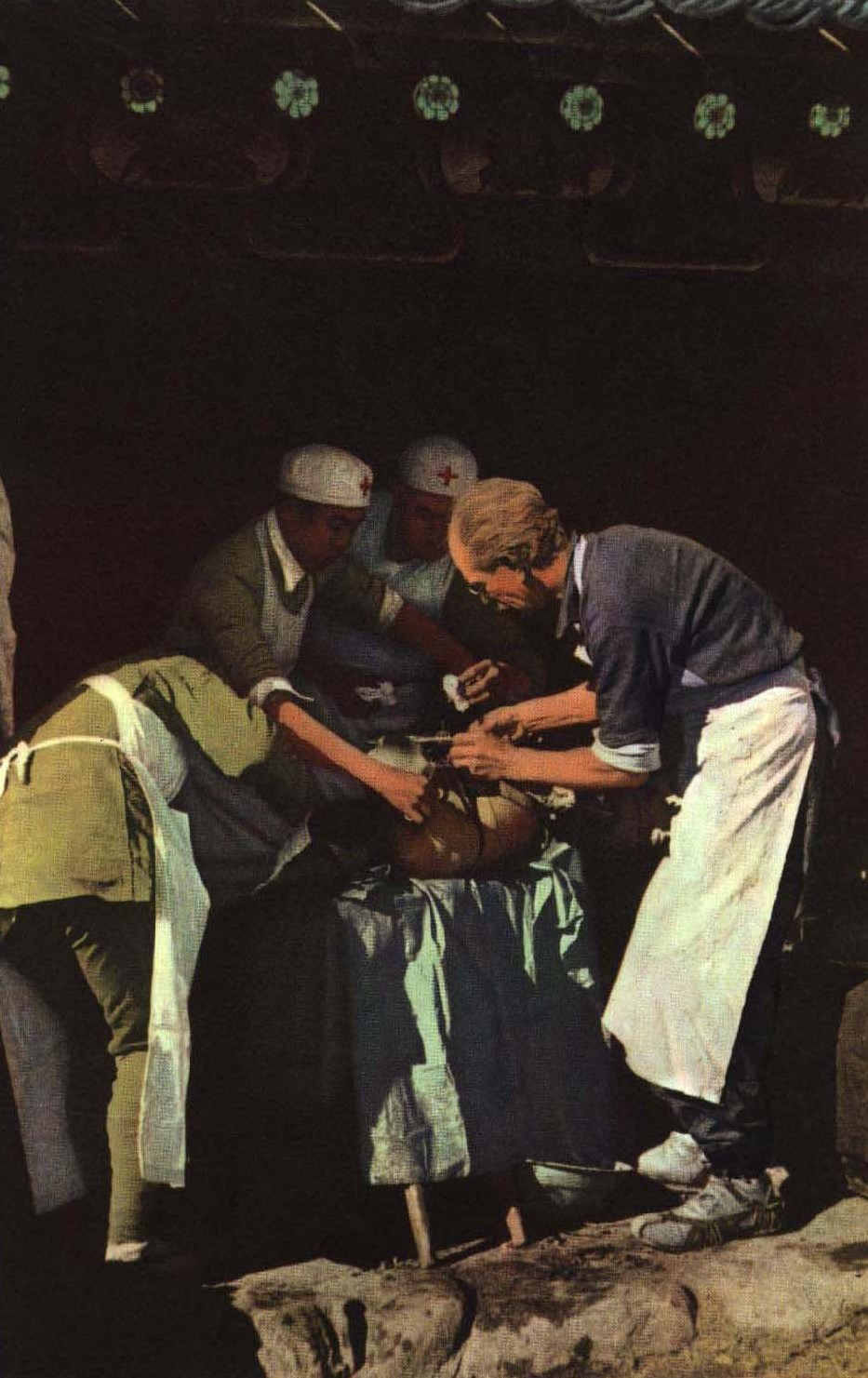
1939年10月白求恩在做手术

1937年7月30日，白求恩参加美国洛杉矶医疗局举行的欢迎“西班牙人民之友”宴会，遇到了中华全国各界救国联合会领导人之一的陶行知。陶行知向白求恩介绍了七七事变后中国的抗日战争形势，白求恩向陶行知表示：“如果需要，我愿意到中国去！”白求恩就此事向加拿大共产党作了汇报，称“西班牙和中国都是同一场战争中的一部分”“中国比西班牙更加迫切需要医生”，“（白求恩）在西班牙的经验可以运用于中国的反法西斯战场”。1937年12月，受美共与加共的派遣，白求恩赴纽约接受国际援华委员会（由共产国际授意美共与加共推动组建，配合宋庆龄主持的保卫中国大同盟为援华抗日做募捐宣传）资助组建了加美医疗队准备赴华从事战地医疗工作。该医疗队的另外两人是：北温尼伯的圣约瑟夫医院外科手术医疗部的精通中文的加拿大籍女护士简·伊文（Jean Ewen，或译作琼·尤恩，中文名于青莲）；临行前参加的美国外科医生帕森斯。
1938年1月8日，加美医疗队携带一批药品和手术器材，从温哥华乘船赴中国。登船前白求恩给前妻弗朗西丝写了告别信。1938年1月20日抵达香港，收到了美国共产党中国局通知的八路军驻香港办事处负责人廖承志安排加美医疗队乘飞机至武汉。在武汉等待北上期间，白求恩与伊文到汉阳基督教长老会医院（今武汉市第五医院）帮助工作；医生帕森斯决定留在武汉国统区，白求恩明确拒绝了在蒋中正所领导的国民政府管辖区工作，而转而帮助中国共产党。经过在武汉的军委会政治部副主任周恩来安排，1938年2月22日，白求恩与伊文及基督教传教士查德·布朗医生一行运送医疗物资的数十辆大车离开武汉，经战乱中的河南、陕西潼关渡黄河到山西风陵渡、运城、至临汾附近的八路军总部。这时遇到日军沿同蒲铁路南下进攻，白求恩一行又经潼关转道于3月20日抵达西安，在八路军驻西安办事处负责人林伯渠的安排下，最终于1938年3月31日抵达延安。4月1日与毛泽东会面时，白求恩说利用他从北美带来的医疗器械足以组建一支战地医疗队，到前线就近抢救重伤员；毛泽东对白求恩说的伤员立即手术将有75%的复原率很高兴，表示会大力支持他的工作。1938年5月2日白求恩率一批医护人员离开延安前往晋察冀边区，成了一名战地医生。简·伊文留在了陕甘宁晋绥边区，后于1939年初赴皖南新四军总部工作半年，1981年在加拿大出版回忆录详尽回忆了与白求恩赴华的全过程。毛泽东致电晋察冀军区司令员兼政委聂荣臻：“同意任白求恩为军区卫生顾问，对其意见和能力完全信任”。白求恩同晋察冀的木匠铁匠一起制造手术器械，他也帮助创立医生护士和医院勤务兵的训练，一再致信聂荣臻创办军区卫生学校大量培养医护人员。他也设计把包装箱用作手术台以及马背药箱。他曾创下了冀中齐会战斗在69个小时内为115名伤员动手术的纪录。他在中国时期曾和毛泽东通信。白求恩在中国的一年九个月另十七天，写了很多信与文章寄给美国加拿大的机构与友人，向国际社会宣传中国的抗战形势，呼吁国际社会为中国抗战提供经费、物资和人员援助。
白求恩原定于1939年10月20日启程短暂回北美为组建八路军后方医院与晋察冀军区卫生学校筹款。这时遇上了日军发动对晋察冀冬季大扫荡。白求恩选择留下来参与反扫荡作战的医疗救治。1939年10月29日涞源县摩天岭战斗中为一名腿部受重伤的伤员做手术，在日军迫近时为加快手术进程，白求恩把左手伸进伤口掏取碎骨，一片碎骨刺破了白求恩的中指。3天后的11月1日白求恩为一名颈部患丹毒合并蜂窝组织炎的伤员做手術，手指处的开放创口遭到感染。11月12日因败血症在河北省唐县黄石口村农民邸俊星家去世。去世前一天写给聂荣臻的遗书：

亲爱的聂司令员：
　　今天我感觉身体非常不好，也许我要和你们永别了！请你给加拿大共产党总书记蒂姆·布克写一封信，地址是加拿大多伦多城威灵顿街10号，同时抄送国际援华委员会和加拿大民主联盟会。告诉他们，我在这里十分快乐，我唯一的希望就是多做贡献。
　　也要写信给美国共产党总书记白劳德，并寄上一把缴获的战刀。这些信可以用中文写成，寄到那边去翻译。随信把我的照片、日记、文件寄过去，由蒂姆·布克处置。所有这些东西都装在一个箱子里，用林赛先生送给我的那18美金作寄费。这个箱子必须很坚固，用皮带捆住锁好，外加三条绳子。将我永世不变的友爱送给蒂姆·布克以及所有我的加拿大和美国的朋友们。
　　请求国际援华委员会给我的离婚妻子坎贝尔夫人拨一笔生活款子，分期给也可以。我对她应负的责任很重，决不能因为没钱而把她遗弃了。还要告诉她，我是十分内疚的，并且曾经是快乐的。
　　两张行军床、两双英国皮鞋，你和聂夫人留用吧。马靴、马裤，请转交吕（正操）司令。贺（龙）将军，也要给他一些纪念品。
　　两个箱子给叶（青山）部长；18种器械给游副部长。
　　15种器械给杜医生；卫生学校的江校长，让他任意挑选两种物品作纪念。
　　打字机和绷带给郎同志。手表和蚊帐给潘同志。
　　一箱子食品和文学书籍送给董同志，算我对他和他的夫人、孩子们的新年礼物。
　　给我的小鬼（邵一平）和炊事员（老张）每人一床毯子，另送小鬼一双日本皮鞋。照相机给沙飞。
　　贮水池等给摄影队。医学书籍和小闹钟给卫生学校。
　　每年要买250磅奎宁和300磅铁剂，用来治疗疟疾患者和贫血病患者。千万不要再到保定、天津一带去购买药品，那边的价钱要比沪、港贵两倍。
　　最近两年，是我平生最愉快、最有意义的日子。在这里，我还有很多话要对同志们说，可我不能再写下去了。让我把千百倍的谢忱送给你和千百万亲爱的同志们。
　　白求恩

晋察冀军区卫生部部长叶青山在《白求恩同志》一文中说：“我们宿营在唐县黄石口村……我派了一位技术好的医生去照顾白求恩大夫……医疗队的医生采取了一切紧急措施和外科处理，病情仍不见好转……1939年11月12日清晨5时20分……结束了他光辉的生命，离开了我们。”
晋察冀军区后方医院院长林金亮回忆说：“11日黄昏，我受军区首长指示，冒着严寒，快马加鞭，一口气赶到黄石口村。我急切地直奔他的病床，只见他正伏在床上写他的遗嘱。他面色苍白，两颊深陷，身体已经衰弱到了极点……1939年11月12日清晨5时20分，诺尔曼·白求恩大夫……献出了他自己宝贵的生命。”
白求恩警卫员何自新写道：“11月11日深夜，我坐在昏暗的烛光下守护着他。突然，他扶着床沿，吃力地站了起来。我急忙上前去搀扶他。白求恩大夫扶着我的肩，拖着沉重的步伐，走到我的床前，抱起我的被子，看着我红红的眼睛，用生硬的中国话安慰我说：‘小鬼，你去休息一会儿吧，我的病好一些了。’我再也忍不住了，失声痛哭。12日凌晨，我们亲爱的白求恩大夫，这位伟大的共产主义战士和我们永别了。”

## 身后
- 中共中央1939年11月23日致加拿大共产党中央委员会转白求恩医师家属电称：“白医师突于本年11月12日，因施行手术不慎，致中毒死于晋察冀边区。这是我们一个重大的损失。”
- 朱德总司令、彭德怀副总司令1939年11月23日致加美援华委员会转白求恩大夫家属电称：“加拿大共产党之优秀代表白求恩大夫，为维护正义和平，援助中国人民之解放事业，不辞艰辛远道来华，曾在敝军服务，两年于兹，功绩卓著，深得全军爱慕。”“于本年11月12日于晋察冀边区逝世。敝军将士，闻此噩耗，莫不深为哀痛！”“不仅我国抗日战争一大损失，亦世界人类解放事业之一大损失也。”
- 1939年12月1日，举行了延安各界追悼白求恩大夫大会。大会致加美援华委员会转白求恩大夫家属电称：白求恩大夫“不幸于本年11月12日，因施行手术，致中毒殒命于晋察冀边区，噩耗传来，全延安党政军民学各界人士，均认为这是中华民族与全世界人民之重大损失，极表哀痛，除举行追悼大会，并表扬劳绩外，特致慰问之意。”[9]毛泽东亲致挽词：“学习白求恩同志的国际精神。学习他的牺牲精神、责任心与工作热忱。”陕甘宁边区政府送挽联：“万里跋涉、树立国际和平，堪称共产党员模范；一腔热血、壮我抗战阵垒，应作医届北斗泰山。”聂荣臻转中共中央委员会的吊唁文：“加拿大共产党员白求恩同志，不远万里来华参战，在晋察冀边区八路军服务两年，其牺牲精神、其工作热忱、其责任心均称模范。”“白求恩同志这种国际主义的精神值得中国共产党全体党员的学习，值得中华民国全国人民的尊敬。”

## 纪念

### 在中国

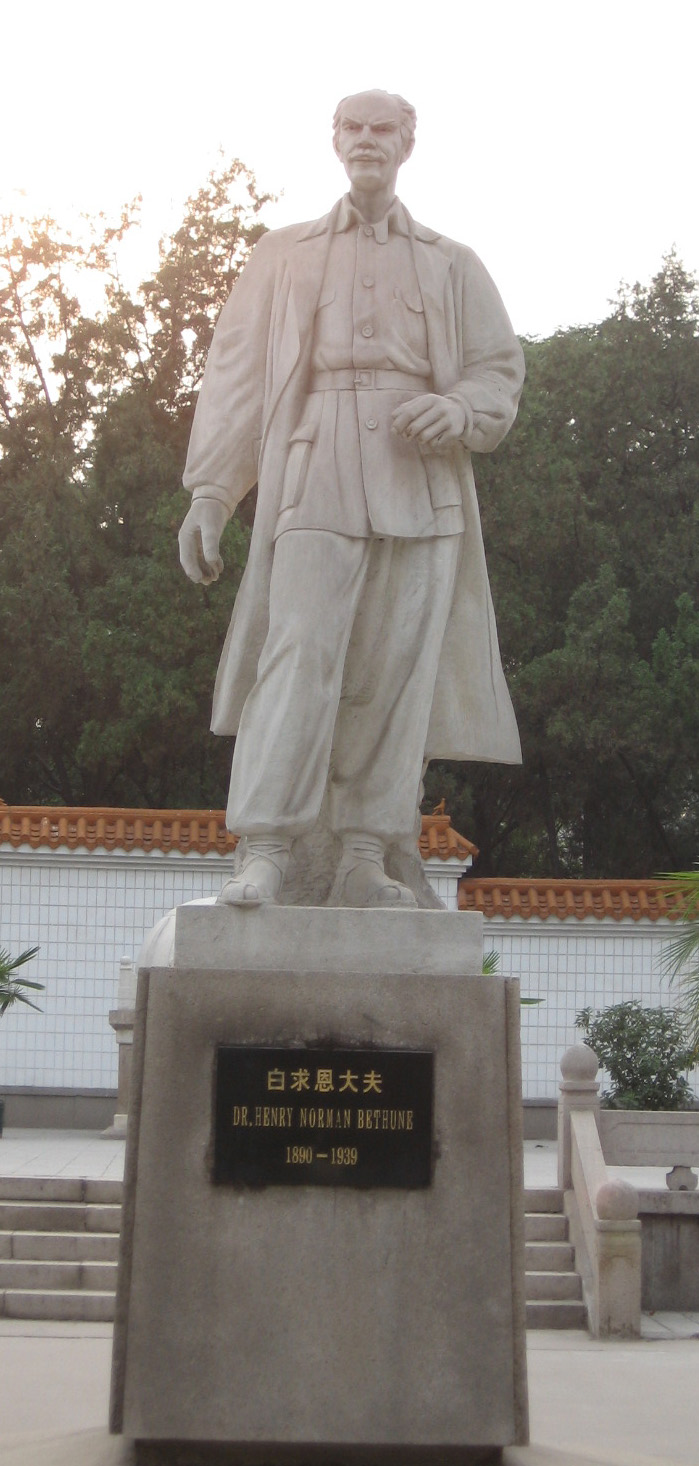
中国河北省石家庄市华北军区烈士陵园内白求恩墓前的白求恩像。

1939年12月21日，毛泽东为八路军政治部、卫生部将于1940年出版的《诺尔曼白求恩纪念册》专门写了一篇文章《纪念白求恩》。文中说：
白求恩同志不远万里，来到中国。一个外国人，毫无利己的动机，把中国人民的解放事业当做他自己的事业，这是什么精神？这是国际主义的精神，这是共产主义的精神。每一个中国共产党员都要学习这种精神。白求恩同志毫不利己专门利人的精神，表现在他对工作的极端的负责任，对同志对人民的极端的热忱。从前线回来的人说到白求恩，没有一个不佩服，没有一个不为他的精神所感动。晋察冀边区的军民，凡亲身受过白求恩医生的治疗和亲眼看过白求恩医生的工作的，无不为之感动。......我们大家要学习他毫无自私自利之心的精神。从这点出发，就可以变为大有利于人民的人。一个人的能力有大小，但只要有这点精神，就是一个高尚的人。——毛泽东，《纪念白求恩》
这篇文章后来和毛泽东的另外两篇同一时期的文章《为人民服务》和《愚公移山》一起在文革期间成了所有中国大陆人都要背诵的“老三篇”。白求恩的名字也因此而家喻户晓。
他的遗体葬在唐县晋察冀烈士陵园，1949年迁葬到石家庄的華北军区烈士陵園。陵园中仅有的两座雕像是为他和柯棣华大夫立的。并以他命名成立了白求恩国际和平医院和白求恩医科大学（前身为白求恩主持创建的八路军晋察冀军区卫生学校，亲自制定教学方针和教学计划，亲自修订教案并授课、带实习。该校沿革2000年并入吉林大学，改名白求恩医学部）。

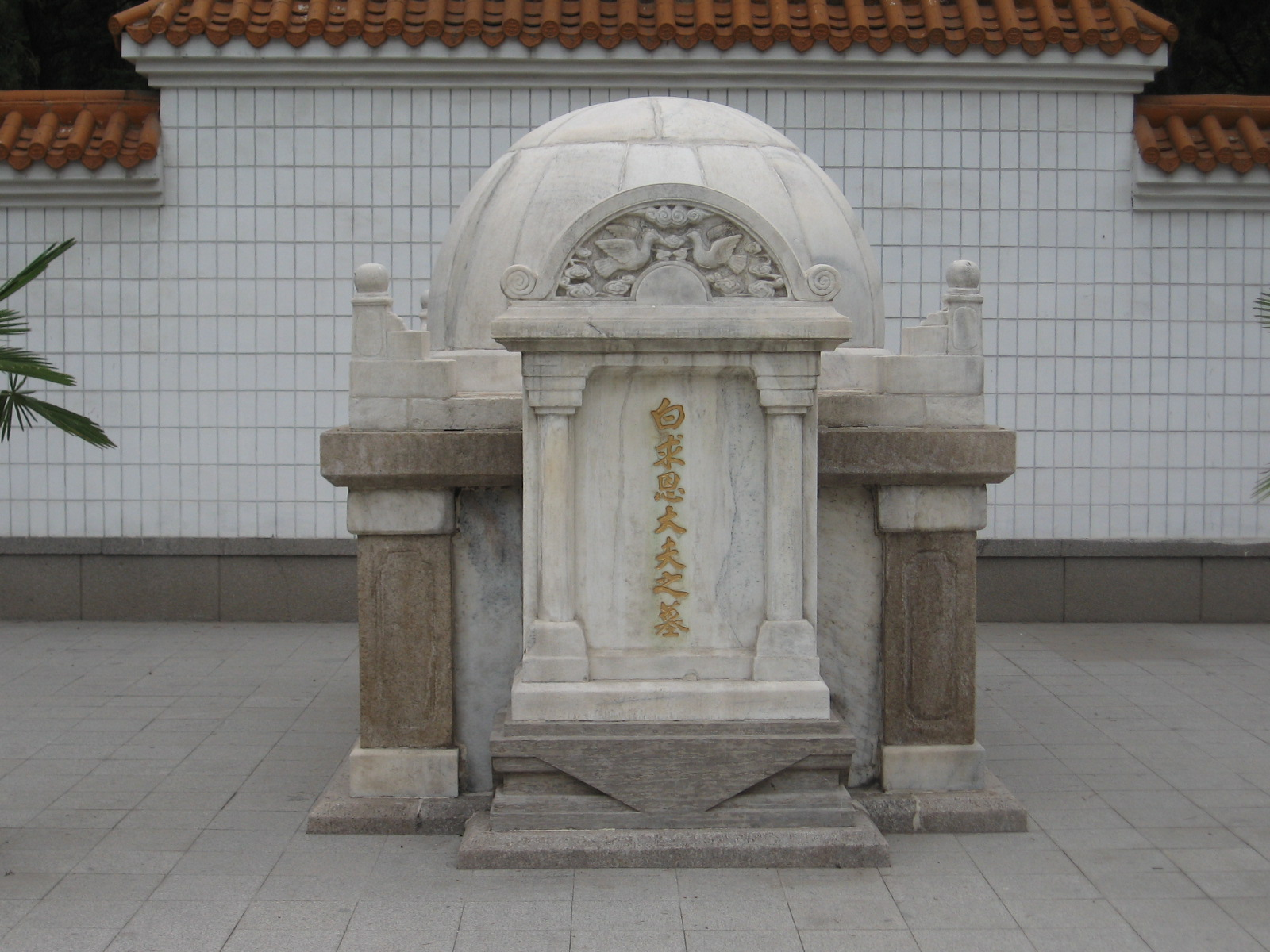
位于华北军区烈士陵园内的白求恩墓

1964年中国上海天马电影制片厂和八一电影制片厂以他的事迹合拍了一部电影《白求恩大夫》。编剧赵拓，总导演张骏祥（耶鲁大学毕业），总摄影吴印咸。吴印咸曾经在白求恩生前拍摄过白求恩的纪录片和多幅照片。主演美国人谭宁邦（1916年-2001年，美国共产党员，1946年到中国，《人民中国》画报主编），演员有田华、梁波罗、村里、英若诚、扬在葆等。
1965年8月30日毛泽东主席为庐山疗养院护士钟学坤题写“学习白求恩，学习雷锋，为人民服务。毛泽东一九六五年八月三十日”。1995年6月西苑出版时出版的《毛泽东题词手迹选》第38页发表。
1989年11月，在人民大会堂召开纪念白求恩牺牲五十周年大会，当时中共中央领导全部出席，对他的贡献做了肯定。
1991年设立的白求恩奖章，由国家人事部、卫生部共同颁发，是对全国卫生系统模范个人的最高行政奖励。凡获得“白求恩奖章”者，同时接受荣誉证书和通报表彰，并享受省、部级劳动模范待遇。每年颁发一次，每次获奖者1至20人不等。
2009年中国网民在互联网上评选“十大国际友人”，白求恩得票最多。
2014年1月11日经国家民政部批准在北京成立白求恩精神研究会（简称“白研会”）。全国人大常委会副委员长陈竺、原全国政协副主席张梅颖、解放军总后勤部副部长秦银河、国家卫生和计划生育委员会主任李斌、解放军总后勤部卫生部部长任国荃、中国卫生思想政治工作促进会会长高强、中国医师协会会长张雁灵、加拿大驻华大使赵朴（Guy Saint-Jacques）等，以及白求恩精神研究会会员代表、首都各届代表共190余人出席了成立大会。

### 在加拿大
1971年，加拿大约克大学的一個以理工學科為主的學院正式命名为白求恩学院（Norman Bethune College）。大学署理校长在讲话中強調，这个学院的命名是为了纪念白求恩醫師。
1973年，加拿大总理皮埃尔·特鲁多访华后，加拿大政府购买了白求恩出生的格雷文赫斯特基督教长老会的庄园。前一年，白求恩被宣布为具有国家历史意义的人物。
1976年，修复后的建筑作为白求恩纪念馆向公众开放。2012年，加拿大政府开设了一个新的游客中心，以提高游客的体验。
1979年，在安大略省士嘉堡（今屬多伦多）設立。
1990年3月，为了纪念白求恩诞辰一百周年，加拿大和中国分别发行了两枚相同设计的邮票。
1998年，白求恩入选位于安大略省伦敦的加拿大医学名人堂。2000年，多伦多大学举行了白求恩国际外科手术年度圆桌会议，这是以他的名字命名的年度外科手术会议。
2000年8月，具有華裔血统的时任加拿大总督伍冰枝参观了格雷文赫斯特，并揭幕了镇上的一座白求恩铜像。该铜像坐落在该镇主要街道Muskoka Road上的歌剧院前。
魁北克省蒙特利尔建立了一个以白求恩命名的公共广场，并为他树立了一座雕像，位于Guy-Concordia地铁站附近。他的档案存放在麦吉尔大学的Osler医学史图书馆。

### 在西班牙
2006年2月7日，西班牙马拉加市为纪念白求恩而开设了“加拿大人步行街”。这条大道与“Crow Rock”海滩平行，通往阿尔梅里亚，向白求恩和他的同事在西班牙内战期间帮助马拉加人民的团结行动致敬。仪式上，揭开了一块纪念牌，上面写着。"加拿大人步行街——纪念1937年2月加拿大人民经诺尔曼·白求恩之手向马拉加难民提供的援助"。仪式上还种植了一棵代表西班牙和加拿大的橄榄树和一棵枫树，作为友谊的象征。

### 在流行文化中
1990年，中、加、法合拍了一部电影《白求恩：一个英雄的成长》（Bethune: The Making of a Hero）。
2005年，中、加合作拍摄了一部电视剧《诺尔曼·白求恩》。

## 轶事
白求恩一生都热爱艺术，曾创作了很多艺术作品，包括肺结核的感悟、自画像、火炉、夜间手术台等等。多伦多大学医学院毕业之后，因为曾服役一战和加拿大海军的关系，他开始了在英国伦敦病童医院的学习实习生活，在那里他结交了很多艺术家朋友，艺术的热忱和奔放，给予了他的人生更广阔和激情的方向。
没有艺术上的专业培训，白求恩凭借频繁参观艺术馆，艺术圈朋友们的熏陶，阅读和自己的那点小聪明，很快学会了鉴别一件艺术品的优劣。在西伦敦医院工作时期，他了解到在西班牙和葡萄牙买到的廉价作品，很快能在伦敦卖到一个好价钱。他以此借钱经商，作为副业来支持自己在伦敦的社交生活和挥金如土的习惯。